# Пустошь, что зовётся миром
«Пустошь, что зовётся миром» (англ. A Desolation Called Peace) — научно-фантастический роман американской писательницы Аркади Мартин, опубликованный в 2021 году. Является второй частью дилогии «Тейскалаан» (англ. Teixcalaan), продолжением романа 2019 года «Память, что зовётся империей» (англ. A Memory Called Empire). В 2022 году получил премию «Хьюго» за лучший роман, а также премию «Локус» за лучший научно-фантастический роман.

## Сюжет
Через несколько месяцев после событий описанных в романе «Память, что зовётся империей» инопланетные силы уничтожают промышленную колонию на окраине Империи Тейскалаан. Адмирал Найн Гибискус, которому поручено противостоять угрозе, просит специалиста Министерства информации попытаться связаться с непостижимым врагом. Этим специалистом является Сри Сиаграсс, старший чиновник Империи, которая тайно перебирается на линию фронта через станцию Лсел. Там она убеждает свою бывшую соратницу и номинального посла в Империи по имени Махит Дзмаре сопровождать её.
После установки линии связи с врагом выясняется, что инопланетная цивилизация является коллективным разумом, не понимающим отдельные личности людей. К концу романа, несмотря на все трудности и интриги, хрупкое перемирие между Империей Тейскалаан и инопланетным разумом устанавливается.

## Лейтмотивы романа
Продолжая темы первой книги серии, роман затрагивает темы завоевания и колониализма, а также тему связи отдельной личности с культурой своего народа. Также в романе поднимается тема коллективного разума.
Название книги отсылает к знаменитой фразе Публия Корнелия Тацита, который цитирует вождя каледонцев, описывающего политику Римской империи: solitudinem faciunt, pacem appellant — «…и создав пустыню, они говорят, что принесли мир».